# Ian Buchanan (Schauspieler)

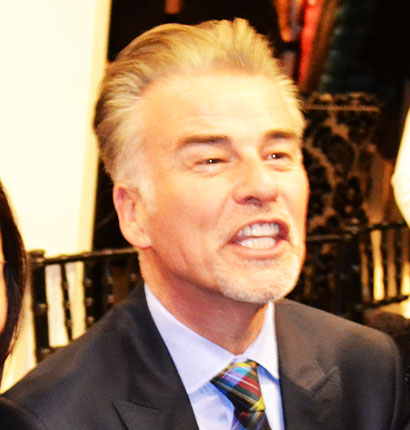
Ian Buchanan (2013)

Ian Buchanan (* 16. Juni 1957 in Hamilton, Schottland) ist ein schottischer Schauspieler und ehemaliges Model.

## Leben
Buchanan wurde als zweites von sechs Kindern geboren. Sein Vater war Vorarbeiter, seine Mutter Krankenschwester. Im Alter von achtzehn Jahren arbeitete er als Barkeeper, mit zwanzig führte er ein Restaurant. Anschließend war er in London als Model tätig. 1983 holte ihn die Ford Modeling Agency nach New York City. Dort ließ er sich am Lee Strasberg Theater Institute und persönlich von Marcia Haufrecht zum Schauspieler ausbilden. Daraufhin zog er nach Kalifornien, wo er 1986 mit der Fernsehserie General Hospital seine Karriere begann.
Seitdem ist Buchanan in diversen Fernsehserien und Filmen aufgetreten. In der Columbo-Folge Wer zuletzt lacht … spielte er 1989 den Mörder. Danach hatte er in der von David Lynch und Mark Frost geschaffenen und produzierten Serie Twin Peaks (1990–1991) eine elf Folgen umfassende Nebenrolle als eitler Männermodeverkäufer Dick Tremayne. 1992 hatte er eine Hauptrolle als Schauspieler Lester Guy in der ebenfalls von Lynch und Frost produzierten Serie On the Air – Voll auf Sendung, die aber nach nur sieben Folgen eingestellt wurde. Seitdem hatte er feste Rollen in einigen amerikanischen Seifenopern wie Reich und Schön, Zeit der Sehnsucht und All My Children.

## Filmografie (Auswahl)
- 1986–2015: General Hospital (Fernsehserie, 92 Episoden)
- 1988: Das siebte Zeichen (The Seventh Sign)
- 1988–1990: It’s Garry Shandling’s Show (Fernsehserie, 20 Episoden)
- 1989: Columbo: Wer zuletzt lacht … (Columbo Cries Wolf, Fernsehreihe)
- 1990–1991: Twin Peaks (Fernsehserie, 11 Episoden)
- 1992: On the Air – Voll auf Sendung (On the Air, Fernsehserie, 7 Episoden)
- 1993: Blue Flame
- 1993–2011: Reich und Schön (Fernsehserie, 135 Episoden)
- 1994: The Cool Surface
- 1995: Double Exposure – Blutige Enthüllung (Double Exposure)
- 1995: Die Nanny (Fernsehserie, Episode Dope Diamond)
- 1997–2012: Zeit der Sehnsucht (Fernsehserie, 77 Episoden)
- 1998: Ivory Tower
- 2001: Fatal
- 2001: Charmed – Zauberhafte Hexen (Fernsehserie, 2 Episoden)
- 2002: Panic Room
- 2005–2006: All My Children (Fernsehserie, 20 Episoden)
- 2009: Eine Überraschung zum Fest (Make the Yuletide Gay)
- 2013: Old Dogs & New Tricks (Fernsehserie, 4 Episoden)

## Auszeichnungen
| Jahr | Award                   | Kategorie                             | Film             | Ergebnis  |
| ---- | ----------------------- | ------------------------------------- | ---------------- | --------- |
| 1988 | Soap Opera Digest Award | Bester Newcomer                       | General Hospital | Gewonnen  |
| 1989 | Soap Opera Digest Award | Bester Held                           | General Hospital | Nominiert |
| 1994 | Daytime Emmy            | Bester Nebendarsteller in einem Drama | Reich und Schön  | Nominiert |
| 1995 | Daytime Emmy            | Bester Nebendarsteller in einem Drama | Reich und Schön  | Nominiert |
| 1996 | Daytime Emmy            | Bester Nebendarsteller in einem Drama | Reich und Schön  | Nominiert |
| 1997 | Daytime Emmy            | Bester Nebendarsteller in einem Drama | Reich und Schön  | Gewonnen  |
| 1998 | Daytime Emmy            | Bester Nebendarsteller in einem Drama | Reich und Schön  | Nominiert |
| 1999 | Soap Opera Digest Award | Bester Nebendarsteller                | Reich und Schön  | Gewonnen  |